# Synopeas butterilli
Synopeas butterilli (лат.) — вид платигастроидных наездников из семейства Platygastridae. Папуа (остров Новая Гвинея).

## Описание
Мелкие перепончатокрылые насекомые чёрного цвета, ноги светлее. Длина 1,3 мм. Боковой глазок-оцеллий и гиперзатылочный киль у S. buttilli широко разделены, примерно на 1,5 диаметра глазка. Скульптура латеральной части переднеспинки медиально ограничена узкой линией, в латеральной части переднеспинка гладкая дорсально и вентрально. Эти два признака отличают его от других видов с коротким, заостренным мезоскутеллярным шипом: S. luli, S. occultum, S. roncavei, S. sanga и S. toto.  Предположительно, как и близкие виды, паразитоиды двукрылых насекомых галлиц. Вид был впервые описан в 2013 году датским энтомологом Петером Н. Булем (Peter Neerup Buhl), а его валидный статус подтверждён в ходе ревизии, проведённой в 2021 году немецким энтомологом Jessica Awad (State Museum of Natural History Stuttgart, Штутгарт, Германия).